# Nicolas Kanivé
Nicolas Kanivé (ur. 23 listopada 1887 w Luksemburgu, zm. 12 lipca 1966 tamże) – luksemburski gimnastyk i skoczek w dal, olimpijczyk.
Uczestniczył w rywalizacji na V Igrzyskach Olimpijskich rozgrywanych w Sztokholmie w 1912 roku. Startował tam w trzech konkurencjach gimnastycznych. W wieloboju indywidualnym zajął 20. miejsce na 44 startujących zawodników. W wieloboju drużynowym w systemie standardowym zajął z drużyną czwarte miejsce pokonując jedynie drużynę niemiecką. W wieloboju drużynowym w systemie wolnym zajął wraz z drużyną ostatnie, piąte miejsce.
Osiem lat później wystartował na VI Igrzyskach Olimpijskich rozgrywanych w Antwerpii. Startował tam w konkurencji skoku w dal, gdzie z wynikiem 5,41 m uplasował się na 29. miejscu.